# 劉延 (東郡太守)
劉 延（りゅう えん、生没年不詳）は、中国後漢末期の人物。曹操配下の東郡太守。
建安5年（200年）、白馬の地を守備していたが、袁紹配下の顔良らの包囲を受け、危機に陥る。曹操が救援に駆けつけ、その先陣を務めた関羽が顔良を斬り、包囲は解かれた（白馬の戦い）。

## 三国志演義
羅貫中の小説『三国志演義』でも、白馬の戦いで登場する。ただし『演義』においては、顔良の白馬への進軍を曹操に通報しただけで、劉延自身は顔良の包囲は受けていない。
この後、関羽の千里行（曹操の下からの辞去）において再登場。顔良らを殺した恩を理由に関羽から逃走用の船の用立てを求められるが、罰せられることを恐れた劉延はこれを断る。関羽は劉延を「無用之人」と見なして、先を急いだ。
さらにその後、『演義』の版によっては零陵太守・劉度の子として同名の人物が登場する。彼が千里行までの劉延と同一人物かは定かではない。